# Coenochilus curtipes
Coenochilus curtipes är en skalbaggsart som beskrevs av John Obadiah Westwood 1874. Coenochilus curtipes ingår i släktet Coenochilus och familjen Cetoniidae. Inga underarter finns listade i Catalogue of Life.